# Лејк Вали (Њу Мексико)
Лејк Вали (енгл. Lake Valley) насељено је место без административног статуса у америчкој савезној држави Њу Мексико.

## Демографија
По попису из 2010. године број становника је 64.
| Група             | 2000.    | 2010.     |
| Белци             | 0 (0,0%) | 8 (12,5%) |
| Афроамериканци    | 0 (0,0%) | 0 (0,0%)  |
| Азијати           | 0 (0,0%) | 6 (9,4%)  |
| Хиспаноамериканци | 0 (0,0%) | 2 (3,1%)  |
| Укупно            | 0        | 64        |